# Moores Pocket
Moores Pocket är en del av en befolkad plats i Australien. Den ligger i kommunen Ipswich och delstaten Queensland, omkring 29 kilometer sydväst om delstatshuvudstaden Brisbane.
Runt Moores Pocket är det tätbefolkat, med 356 invånare per kvadratkilometer.. Närmaste större samhälle är Ipswich, nära Moores Pocket.
I omgivningarna runt Moores Pocket växer huvudsakligen savannskog. Genomsnittlig årsnederbörd är 1 252 millimeter. Den regnigaste månaden är januari, med i genomsnitt 248 mm nederbörd, och den torraste är oktober, med 34 mm nederbörd.